# Sexploitation

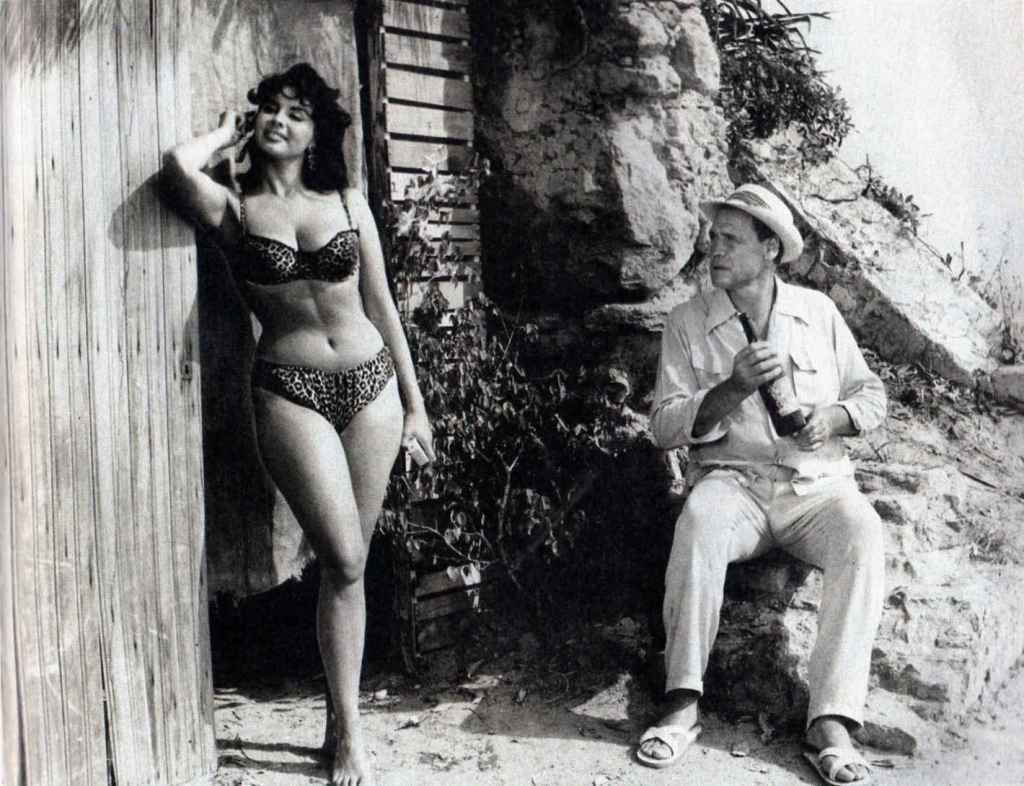
Il regista argentino Armando Bó (destra) e l'attrice Isabel Sarli (sinistra) produssero numerosi film di sexploitation. Sarli è considerata una delle maggiori star della sexploitation.

Sexploitation o exploitation sessuale è un genere cinematografico, sottogenere dell'exploitation, caratterizzato da produzioni indipendenti, a basso costo, diffuse principalmente negli anni sessanta, il cui scopo principale era l'esibizione di situazioni sessuali non esplicite e di nudità gratuite; dopo la legalizzazione dell'hardcore, avvenuta negli anni settanta, il genere è stato rinominato softcore.
I film sexploitation venivano proiettati nei cosiddetti "grindhouse", cinema diffusi negli Stati Uniti in cui, con un unico biglietto a basso costo, si potevano vedere più pellicole consecutivamente.
Alla fine degli anni sessanta, le leggi sulle oscenità statunitensi vennero messe alla prova dal film svedese Io sono curiosa. Grazie alla Corte suprema degli Stati Uniti d'America, i film vennero legalizzati perché avevano dei contenuti educativi di fondo: durante gli anni sessanta e settanta, i film vennero spesso chiamati "i film dei medici" perché spesso venivano introdotti da un dottore che indicava cosa si sarebbe mostrato in questo film. Film come Kärlekens språk ed altri ancora, sfruttando questa ventata di successo, si moltiplicarono nel corso degli anni.

## Noti registi di sexploitation
| - Russ Meyer - Doris Wishman - David F. Friedman - Joseph Sarno |  | - Lloyd Kaufman - Michael Findlay - Radley Metzger - Andy Milligan |  | - Jesús Franco - Jean Rollin - Stanley Long - Joe D'Amato |

## Filmografia
Nella seguente lista sono riportati titoli di genere sexploitation.
- Glen or Glenda, regia di Edward D. Wood Jr. (1953)
- L'abbraccio del ragno (Ein Toter hing im Netz), regia di Fritz Böttger (1960)
- Lorna, regia di Russ Meyer (1964)
- Faster, Pussycat! Kill! Kill!, regia di Russ Meyer (1965)
- Mudhoney, regia di Russ Meyer (1965)
- Barbarella, regia di Roger Vadim (1968)[5]
- Vixen, regia di Russ Meyer (1968)
- Le fragole hanno bisogno di pioggia (Strawberries Need Rain), regia di Larry Buchanan (1970)
- Lungo la valle delle bambole (Beyond the Valley of the Dolls), regia di Russ Meyer (1970)
- Cherry, Harry & Raquel!, regia di Russ Meyer (1970)
- Sesso a domicilio (Ich - Ein Groupie), regia di Erwin C. Dietrich (1970)
- Messe nere per le vergini svedesi (Virgin Witch), regia di Ray Austin (1972)
- Carne cruda (Blacksnake), regia di Russ Meyer (1973)
- Un caldo corpo di femmina (La comtesse noire), regia di Jesús Franco (1974)
- Stazione di servizio (Truck Stop Women), regia di Mark L. Lester (1974)
- Emanuelle e Françoise (Le sorelline), regia di Joe D'Amato e Bruno Mattei (1975)
- Supervixens, regia di Russ Meyer (1975)
- Ciao Norma Jean (Goodbye, Norma Jean), regia di Larry Buchanan (1976)
- Ilsa la belva del deserto (Ilsa, Harem Keeper of the Oil Sheiks), regia di Don Edmonds (1976)
- Adventures of a Taxi Driver, regia di Stanley A. Long (1976)
- Emanuelle - Perché violenza alle donne?, regia di Joe D'Amato (1977)
- Emanuelle e gli ultimi cannibali, regia di Joe D'Amato (1977)
- Suor Emanuelle, regia di Giuseppe Vari (1977)
- La tigre del sesso (Ilsa, the Tigress of Siberia, regia di Jean LaFleur (1977)
- Non violentate Jennifer (I Spit on Your Grave), regia di Meir Zarchi (1978)[6]
- Beneath the Valley of the Ultra-Vixens, regia di Russ Meyer (1979)
- Caligola (Caligula), regia di Tinto Brass (1979)[7][8]
- Mistress of the Apes, regia di Larry Buchanan (1979)
- La casa sperduta nel parco, regia di Ruggero Deodato (1980)
- Sadomania (El infierno de la pasión), regia di Jesús Franco (1980)
- Tarzan, l'uomo scimmia (Tarzan, the Ape Man), regia di John Derek (1981)
- Waitress!, regia di Lloyd Kaufman e Michael Herz (1982)
- Stuck on You!, regia di Lloyd Kaufman e Michael Herz (1982)
- Blade Violent - I violenti, regia di Bruno Mattei e Claudio Fragasso (1983)
- Angel Killer (Angel), regia di Robert Vincent O'Neill (1984)
- Gwendoline, regia di Just Jaeckin (1984)
- Evil Toons - Non entrate in quella casa... (Evil Toons), regia di Fred Olen Ray (1992)
- Showgirl, regia di Paul Verhoeven (1995)
- Pervert!, regia di Russ Meyer (2005)
- Nurse - L'infermiera (Nurse 3D), regia di Doug Aarniokoski (2013)